# Минское маршрутное такси
Минское маршрутное такси (бел. Мінскае маршрутнае таксі) — вид общественного транспорта в Минске. Маршруты и график движения устанавливаются централизованно, на линиях работают частные перевозчики. Стоимость проезда варьируется в зависимости от маршрута, но, как правило, превышает цену билета на проезд в наземном общественном транспорте и метрополитене.

## История
Маршрутное такси появилось в Минске в 1974 году. Оно было введено автокомбинатом таксомоторного транспорта с целью улучшения перевозки пассажиров из центра города в жилые районы. С момента создания на маршрутах работали отечественные микроавтобусы РАФ-977ДМ. К 1979 году в городе насчитывалось 6 маршрутов. Все они курсировали от бульвара Луначарского (ныне бульвар Мулявина) по следующим маршрутам:
- № 1 ул. Жудро (до нынешнего автобусного и троллейбусного кольца м-н Масюковщина)
- № 2 м-н Курасовщина-1 (нынешняя пл. Казинца)
- № 3 ул. Ландера
- № 4 м-н Серебрянка
- № 5 м-н Чижовка
- № 6 м-н Курасовщина-3

К началу 1980-х годов микроавтобусы РАФ-977ДМ заменяются на новую модель РАФ-2203. Увеличивается количество маршрутов. Так по состоянию на 1985 год минское маршрутное такси имеет уже 8 маршрутов, 7 из которых курсируют от пл. Веры Хоружей (возле Комаровского рынка):
- № 2 пл. Казинца
- № 1 ул. Ландера
- № 4 м-н Чижовка
- № 5 ул. Одоевского
- № 6 Северное кладбище
- № 7 ул. Серова
- № 8 м-н Запад-3
- № 9 ул. Чкалова (Аэропорт «Минск-1») — Аэропорт «Минск-2»

В начале 1990-х годов маршрутное такси в Минске было ликвидировано. И возобновило свою работу во второй половине 1990-х годов.

## Современный статус
По состоянию на 2023 год в Минске работает 47 маршрутов маршрутных такси. На линиях эксплуатируются около 1000 автобусов различных модификаций: ГАЗель (редко), Mercedes-Benz Sprinter (в том числе модель Луидор-2232 от ПКФ «Луидор»), Fiat Ducato (редко), Ford Transit (редко), Peugeot Boxer (редко), Volkswagen Crafter (редко) .